# Misumenops ignobilis
Misumenops ignobilis là một loài nhện trong họ Thomisidae.
Loài này thuộc chi Misumenops. Misumenops ignobilis được miêu tả năm 1932 bởi Badcock.